# Parcul Național Jigme Dorji
Parcul Național Jigme Dorji (JDNP), numit după regele Jigme Dorji Wangchuck, este al doilea cel mai mare parc național din Bhutan. 

## Istorie
A fost înființat în 1974 și se întinde pe o suprafață de 4.316 km², cuprinzând prin urmare toate cele trei tipuri de climat din Bhutan, și variază în altitudine de 1.400 până la de peste 7.000 de metri. În jur de 6.500 de persoane trăiesc în limitele parcului în 1.000 de gospodării, întreținându-se prin agricultură de subzistență și creșterea animalelor. Este listat drept sit potențial pe lista tentativă a Bhutanului pentru includerea în UNESCO.

## Flora și fauna
Parcul asigură adăpost pentru 37 de specii de mamifere cunoscute, inclusiv câteva specii pe cale de dispariție, amenințate sau vulnerabile, precum takinul, leopardul zăpezilor, leopardul de copac, tigrul bengalez, Pseudois nayaur, Moschus fuscus, ursul negru asiatic (subspecia Ursus thibetanus laniger), pandaul roșu, câinele sălbatic indian (subspecia Cuon alpinus alpinus) și Prionodon pardicolor. Găzduiește și leopardul indian, antilopa de Sumatera (subspecia Capricornis sumatraensis thar), zambarul, muntiacul, Naemorhedus goral, marmota himalayană, Ochotona himalayana și mai mult de 300 de specii de păsări. Este de asemenea singurul parc din Bhutan unde animalul național (antilopa takin), floarea națională (macul albastru), pasărea națională (corbul) și arborele național (chiparosul) trăiesc laolaltă.

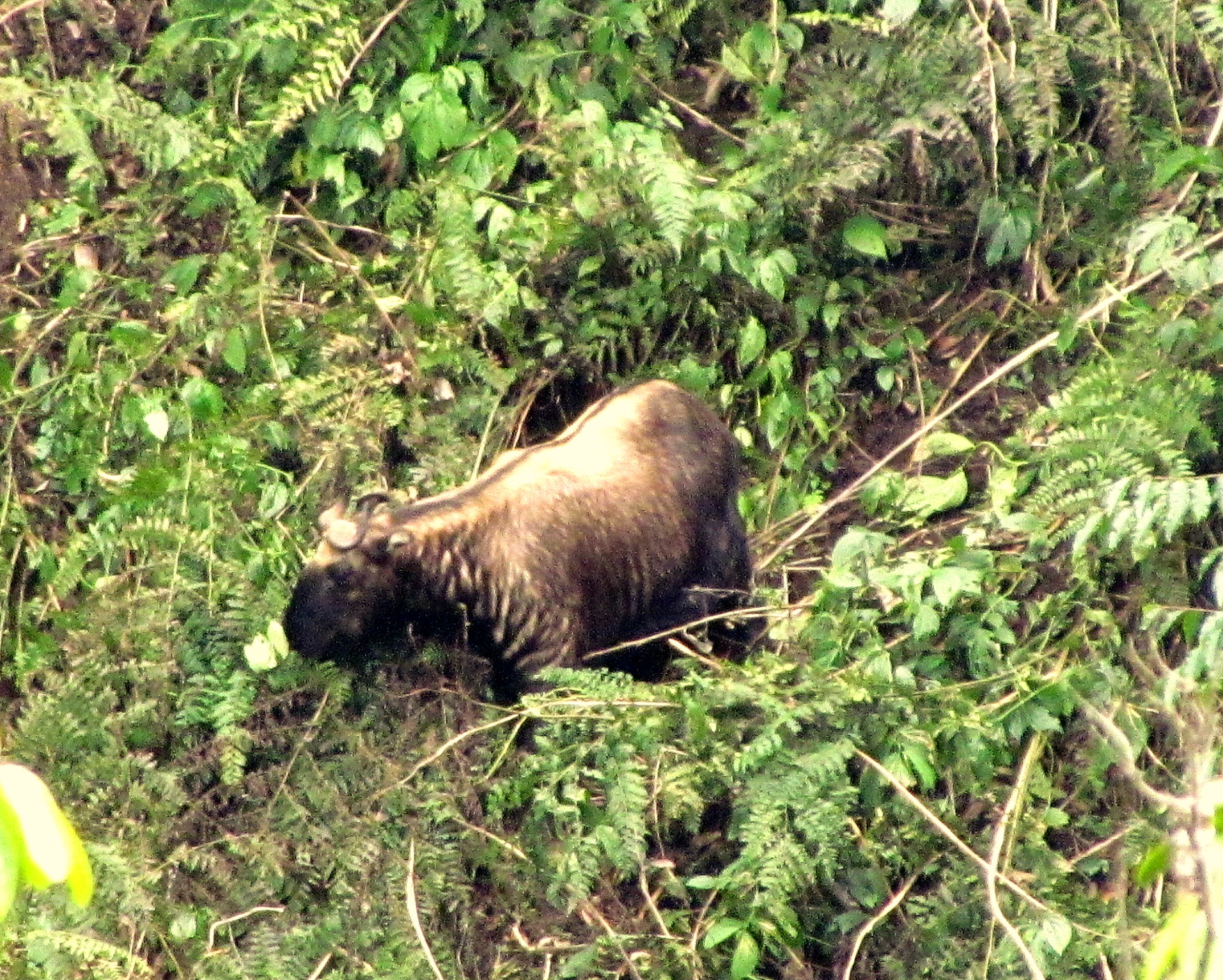
Antilopă takin

## Locuri culturale
Jigme Dorji conține totodată locuri de semnificație economică și culturală. Muntele Jomolhari și Muntele Jitchu Drake sunt venerați drept locuințe ale zeității locale. Fortărețele Lingzhi Dzong și Gasa Dzong sunt locuri de importanță istorică. Râurile Mo Chhu, Wangdi Chhu și Pa Chhu (Paro Chhu) izvorăsc din lacurile glaciare situate în parc.

## Ghețarii

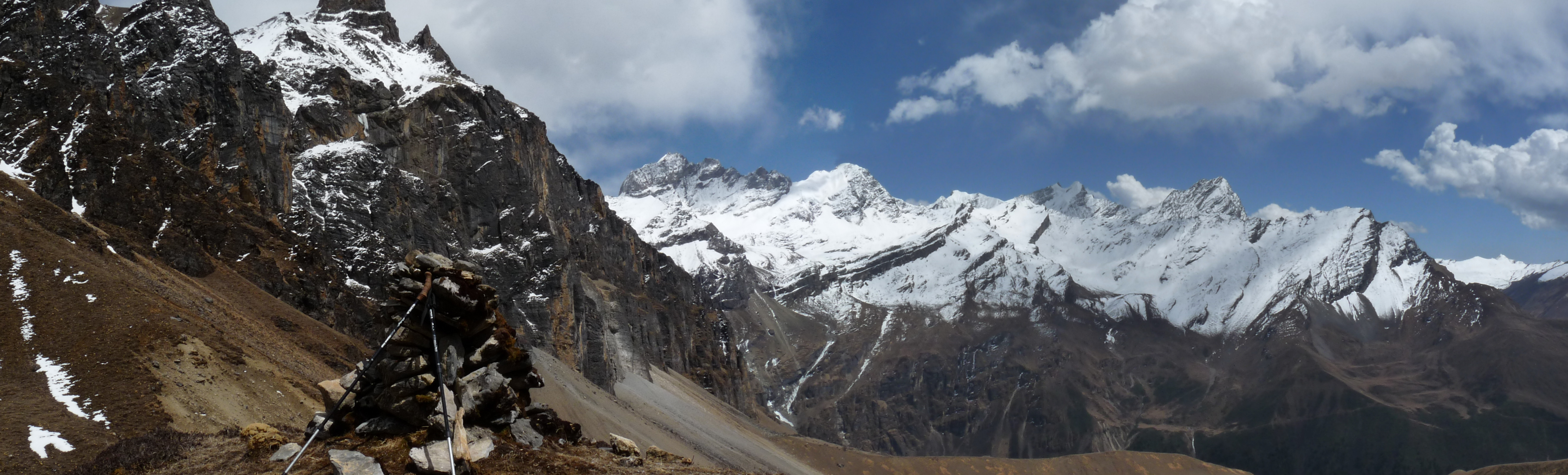
Vârfurile Munților Himalaya văzute din parc

Parcul Național Jigme Dorji acoperă aproape în întregime districtul Gasa, cuprinzând cea mai mare parte a satelor din gewog-urile (grupurile de sate) Lunana și Laya. Aceste gewog-uri sunt locul formării a câtorva dintre cei mai notabili și precari ghețari din Bhutan. Acești ghețari s-au dezghețat semnificativ de-a lungul istoriei înregistrate, provocând inundații subite de lac glaciar, care sunt letale și distructive. Principalii ghețarii și principalele lacuri glaciale din parc sunt Thorthormi, Luggye și Teri Kang. Dacă anotimpul o permite, în parc muncesc tabere temporare de muncitori pentru a reduce nivelul apelor cu scopul de a domoli inundațiile care amenință localitățile din aval.